# Agia Napa
Agia Napa (of Ayia Napa) (Grieks: Αγία Νάπα; Turks: Aya Napa) is een stad op Cyprus.
Tot circa 1974 was Agia Napa niets meer dan een dorp met als voornaamste bron van inkomsten de visserij. In 1800 was het klooster zelfs het enige gebouw. Daarna werd het ontwikkeld tot een populair vakantieadres voor zowel buitenlanders als Cyprioten zelf. Er zijn in korte tijd veel hotels gebouwd, iets wat ten koste is gegaan van het landschap.
Reden voor de populariteit van Agia Napa is de toeristische exploitatie rond de vele zandstranden die dit dorp rijk is. Nissi Beach wordt als het bekendste strand gezien. Andere bekende stranden zijn Makronisos Beach, Sandy Beach, Ayia Napa Main Beach en (buiten Agia Napa) Fig Tree Bay. Ook wordt Agia Napa door toeristen gebruikt als uitvalsbasis voor excursies die hier georganiseerd worden. Pretpark Parko Paliatso is bovendien gevestigd in Agia Napa.

## Godsdienst
In Agia Napa is het plaatselijke klooster te vinden, met in het binnenhof een overkoepelde marmeren fontein. De kerk van het klooster ligt ondergronds, op de plek waar ooit het icoon van de Heilige Maagd gevonden werd. Het klooster werd ooit gebouwd door de Venetiërs, in de tijd dat Cyprus in hun bezit was (16e eeuw).

## Geboren
- Ivi Adamou (24 november 1993), zangeres